# F-04C
docomo STYLE series F-04C（ドコモ スタイル シリーズ エフ ゼロ よん シー）は、富士通によって発売されたNTTドコモの第三世代携帯電話（FOMA）端末で、docomo STYLE seriesに属する。

## 概要
若い女性（特に女子中高生）をターゲットに、渋谷109に店舗を構えるファッションブランド「CECIL McBEE」、「Pinky Girls」（2014年2月で展開を終了した）、「COCOLULU（ココルル）」の3ブランドとコラボレーションして開発された。本端末の非コラボ仕様がF-05Cとなる。コラボ前提で製作された端末のため、発売もF-05Cより先行となった。筐体のカラーリングや細部デザイン・仕様等でそれぞれのブランド色を強く出している。

## 特徴
女子中高生が買いやすいように、GPSやGSMローミング、防水機能などを削って、価格を抑える工夫を行っている。
端末の形状は当時の女子中高生から多く支持を集めていたスライド式となっており、感圧式タッチパネル液晶を搭載して、付属のタッチペンで写真に絵やスタンプなどを入れられる。
十字キーは、かつて三菱電機製の携帯電話に搭載されていた、スピードセレクター（クルクルキー）を採用し、これを回すことで、文章やアドレス帳、メールなどを高速にスクロールをさせたり、絵文字を選択できるようにしている。またクルクルキーの中心部の決定キーは「Jewell cut」が施された宝石のようなデザインとなっている。更にその決定キーの内側には3色のLEDがクルクルにあわせて光る。
テンキー部はブランドによってそれぞれ違うフォントが採用されているほか、背面のメインカメラレンズ部にある円状配置の文字列もそれぞれのブランド名でデコレーションされている。キーボードのイルミネーションも9パターンの中から選択できる。
スライドした本体上部背面には「プリティミラー」といわれる鏡があり、身だしなみチェックなどに用いられることを想定している。F-05Cにはこのミラーはついていない。
内側カメラは130万画素と通常の携帯電話（当時は通常で30万～45万画素）にくらべ大幅に性能を高め、自分撮り(プリクラ)機能を重視。外側カメラも同様の機能を有する。また女性を意識して「美肌モード」（美肌、美白）「目ヂカラモード」「小顔モード」といった撮影モードを搭載し、撮影した画像はプリクラ同様に付属のタッチペンでいろいろデコレーションできる。さらにデコメ絵文字や写真のフレームなども、各ブランドの限定デザインを収録した。

### 筐体色・ブランドの違い
- 小悪魔PINK（CECIL McBEE）

濃い目のピンクと黒の筐体に、付属のタッチペンは濃いピンク。また同梱物として黒とピンクのオリジナルショッピングバッグがついている。箱も同様にオリジナルなものとなっている。
- LOVE SWEET PINK（Pinky Girls）

薄いピンク系の筐体及びタッチペン。同梱のバッグは白に黒の水玉とバラの模様で、オリジナルの箱も同様の柄となっている。
- STAR SPRASH（COCOLULU）

筐体は黄色、ピンク、水色の3色を組み合わせた色調となっている。また同様に黄色、ピンク、水色を基調としたバッグが同梱される 付属のタッチペンは黄色。

### その他機能
510万画素CMOSイメージセンサのメインカメラは顔検出オートフォーカスやISO12800相当の高感度撮影に対応。
富士通特有のプライバシーモードや相手の声を聞き取りやすくする“スーパーはっきりボイス3”、i Bodymoとの連携に対応した歩数計なども搭載する。
| 主な対応サービス                   | 主な対応サービス                                                    | 主な対応サービス                       | 主な対応サービス                                          | 主な対応サービス |
| ---------------------------------- | ------------------------------------------------------------------- | -------------------------------------- | --------------------------------------------------------- | ---------------- |
| タッチパネル                       | FOMAハイスピード7.2Mbps                                             | Bluetooth                              | DCMX／おサイフケータイ                                    |                  |
| iアプリオンライン／地図アプリ      | 直感ゲーム／メガiアプリ                                             | iウィジェット                          | マチキャラ／iコンシェル                                   |                  |
| ホームU／ポケットU                 | GPS／オートGPS／ケータイお探し                                      | デコメール／デコメ絵文字／デコメアニメ | iチャネル                                                 |                  |
| 着もじ                             | テレビ電話／キャラ電                                                | ケータイデータお預かりサービス         | フルブラウザ                                              |                  |
| おまかせロック／バイオ認証         | 外部メモリーへiモードコンテンツ移行／ユーザーデータ一括バックアップ | トルカ                                 | iC通信／iCお引越しサービス                                |                  |
| きせかえツール／ダイレクトメニュー | バーコードリーダ／名刺リーダ                                        | 2in1                                   | エリアメール／ソフトウェアーアップデート自動更新          |                  |
| GSM／3Gローミング（WORLD WING）    | 着うたフル／うた・ホーダイ                                          | Music&Videoチャネル／ビデオクリップ    | デジタルオーディオプレーヤー(AAC)(WMA)(MP4)(SDオーディオ) |                  |

## 沿革
- 2010年10月22日 - 技術基準適合証明（TELEC）通過（証明記号 - 001MWAA1376 , 001XYAA1746）
- 2010年11月8日 - F-04C・F-05C・F-01C・F-02C・F-03C・F-06C・L-01C・L-02C・L-03C・Optimus chat L-04C・N-01C・N-02C・N-03C・P-01C・P-02C・P-03C・SH-01C・SH-02C・LYNX 3D SH-03C・SH-04C・SH-05C・SH-06C・ブックリーダー SH-07C・TOUCH WOOD SH-08C・REGZA Phone T-01C・HW-01C・BlackBerry Curve 9300・フォトパネル03の開発並びに一部機種の発売を発表。
- 2011年1月19日 - 発売。